# Alejandra Mora
Alejandra Mora Soto es una geógrafa marina y científica chilena, creadora del primer mapa mundial de bosques submarinos de macroalgas.

## Biografía
Luego de estudiar geografía en la Universidad de Chile de 2001 a 2006, completó un MSc. en monitoreo, modelación y gestión ambiental en King's College London entre 2011 y 2012. De 2013 a 2017 enseñó en varias universidades: Universidad Católica de Temuco, Universidad Academia de Humanismo Cristiano, Universidad Austral y Universidad San Sebastián. En 2017 fue seleccionada para hacer un doctorado en la Universidad de Oxford y desde 2021 realiza un postdoctorado en la Universidad de Victoria.

## Trabajo de investigación

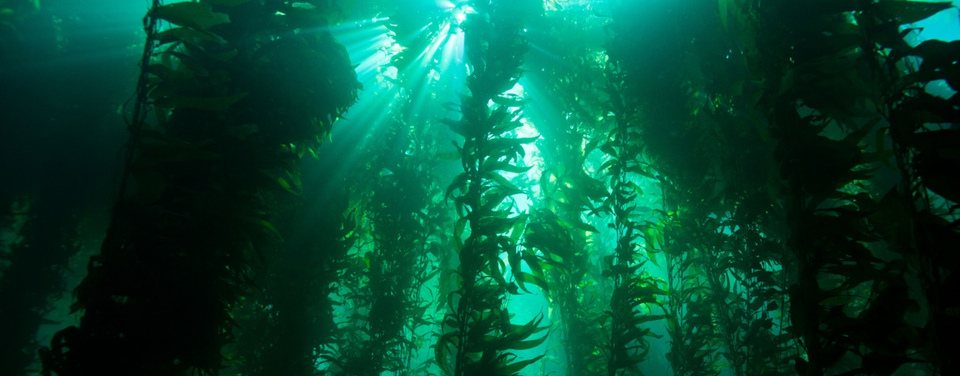
Bosque de kelp

En 2016 fue invitada a participar en un proyecto de investigación y mapeo de los lugares visitados por Darwin durante su viaje en el Beagle: leyó entonces los relatos de los científicos sobre los bosques de macroalgas en Tierra del Fuego y se preguntó si estos bosques submarinos seguían existiendo. Luego de revisar en Google Earth la presencia de estas algas, que también había visto en el pasado durante una estadía en Punta Arenas, decidió hacer del mapeo de estos bosques de algas su tema de investigación. Su objetivo es luego analizar su evolución en el tiempo y anticipar su evolución futura, en el contexto del calentamiento global.
En 2017, ingresó a la Universidad de Oxford para realizar un doctorado en el tema, y desarrolló con la ayuda de investigadores de la Universidad Austral el primer mapa mundial de bosques submarinos de macroalgas, mediante la combinación de sensores remotos vía satélites, drones, drones submarinos, uso de Google Earth y buceo. Hasta entonces no se contaba con información detallada sobre la distribución geográfica de estos bosques, que pueden llegar a medir hasta 70 metros de longitud y sirven de refugio, fuente de alimento y criadero para numerosas especies. Este trabajo permitió calcular que un tercio de la distribución mundial de algas macrocystis se encuentra en Chile. Los mapas utilizados están orientados hacia el sur, con el fin de «enfatizar el carácter oceánico del planeta y su conectividad en el hemisferio sur».
En 2022, publicó un estudio que muestra un aumento en la frecuencia de las corrientes frías en el extremo sur del continente sudamericano, desde el Golfo de Penas hasta el Cabo de Hornos, durante la última década en comparación con décadas anteriores. Estos resultados van en contra de la tendencia mundial de aumento de las corrientes cálidas, y podrían explicarse por el derretimiento de los glaciares de la zona y cambios en el patrón de vientos.

## Publicaciones principales
- Barnes, David K. A.; Bell, James B.; Bridges, Amelia E.; Ireland, Louise (2021-12). «Climate Mitigation through Biological Conservation: Extensive and Valuable Blue Carbon Natural Capital in Tristan da Cunha’s Giant Marine Protected Zone». Biology (en inglés) 10 (12): 1339. ISSN 2079-7737. doi:10.3390/biology10121339.
- Mora‐Soto, Alejandra; Capsey, Austin; Friedlander, Alan M.; Palacios, Mauricio (2021-10). «One of the least disturbed marine coastal ecosystems on Earth: Spatial and temporal persistence of Darwin’s sub‐Antarctic giant kelp forests». Journal of Biogeography (en inglés) 48 (10): 2562–2577. ISSN 0305-0270. doi:10.1111/jbi.14221.
- Mora-Soto, Alejandra; Palacios, Mauricio; Macaya, Erasmo C.; Gómez, Iván (2020-01). «A High-Resolution Global Map of Giant Kelp (Macrocystis pyrifera) Forests and Intertidal Green Algae (Ulvophyceae) with Sentinel-2 Imagery». Remote Sensing (en inglés) 12 (4): 694. ISSN 2072-4292. doi:10.3390/rs12040694.
- Armesto, Juan J.; Manuschevich, Daniela; Mora, Alejandra; Smith-Ramirez, Cecilia (1 de abril de 2010). «From the Holocene to the Anthropocene: A historical framework for land cover change in southwestern South America in the past 15,000 years». Land Use Policy. Forest transitions (en inglés) 27 (2): 148–160. ISSN 0264-8377. doi:10.1016/j.landusepol.2009.07.006.